# Otto Bollinger
Otto Bollinger, född 2 april 1843 i Altenkirchen, Pfalz, död 13 augusti 1909 i München, var en tysk veterinär och läkare.

## Biografi
Bollinger blev 1867 medicine doktor, 1874 professor vid veterinärhögskolan i München och 1880 professor i allmän patologi och patologisk anatomi vid Münchens universitet samt föreståndare för patologiska institutet där. Han upptäckte aktinomykos samt gasbrandbacillen och studerade ett flertal andra djursjukdomar, till exempel kolik hos häst. Han uppsatte 1875 tillsammans med L. Franck "Deutsche Zeitschrift für Thiermedicin und vergleichende Pathologie" och utgav sedan 1889 Arbeiten aus dem pathologischen Institut in München.